# 滑梯

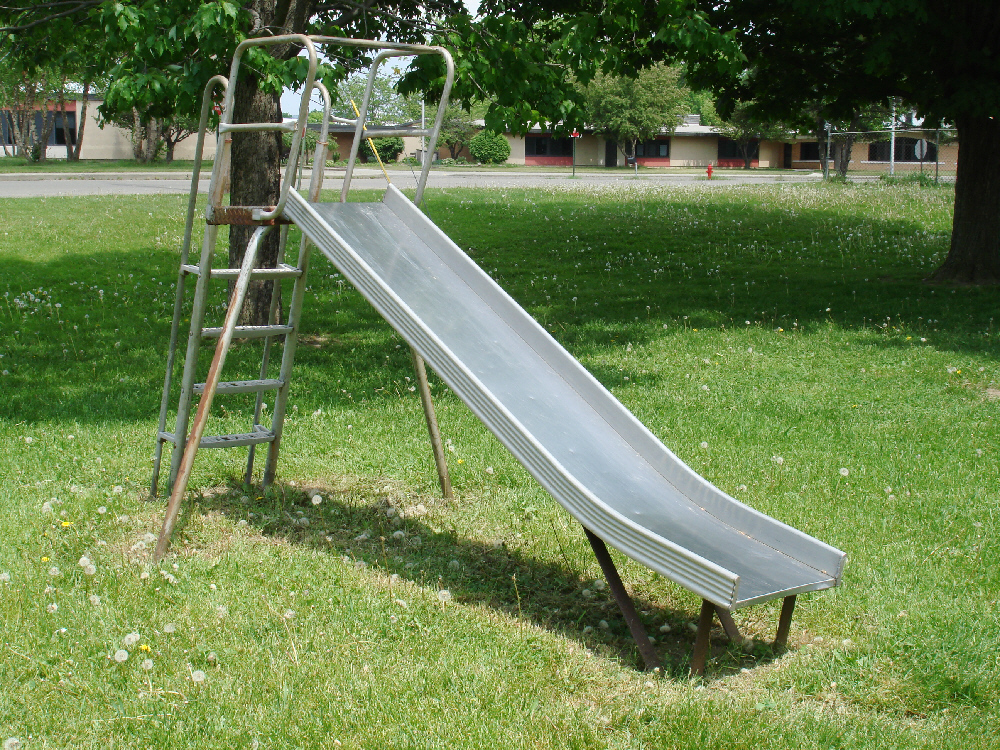
金屬製直式滑梯

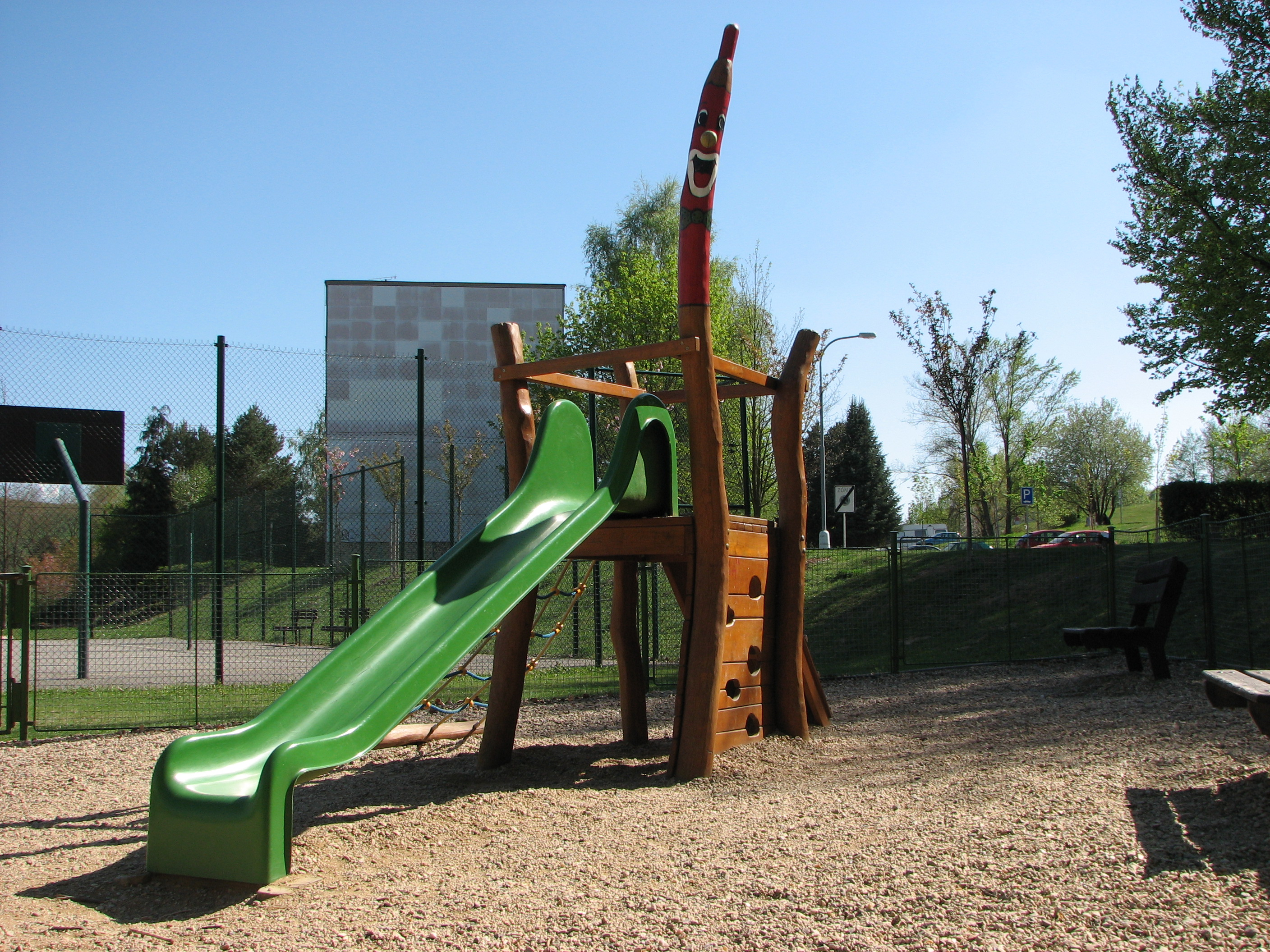
塑膠製直式滑梯

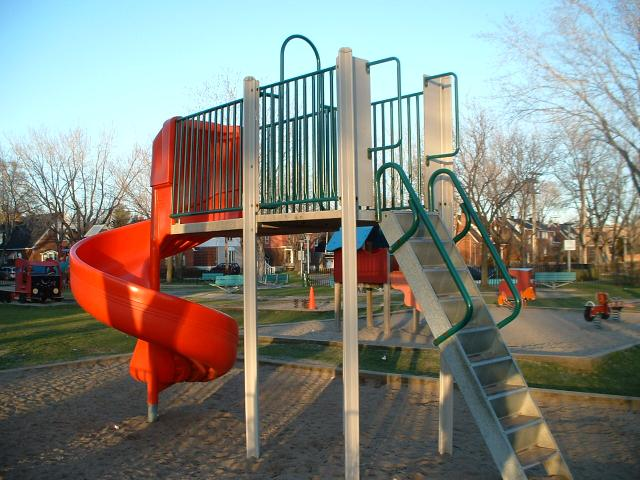
開放型旋轉式滑梯

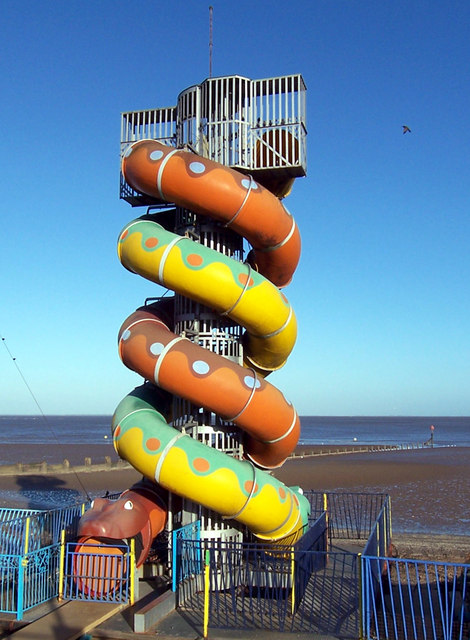
密封(隧道)型旋轉式滑梯

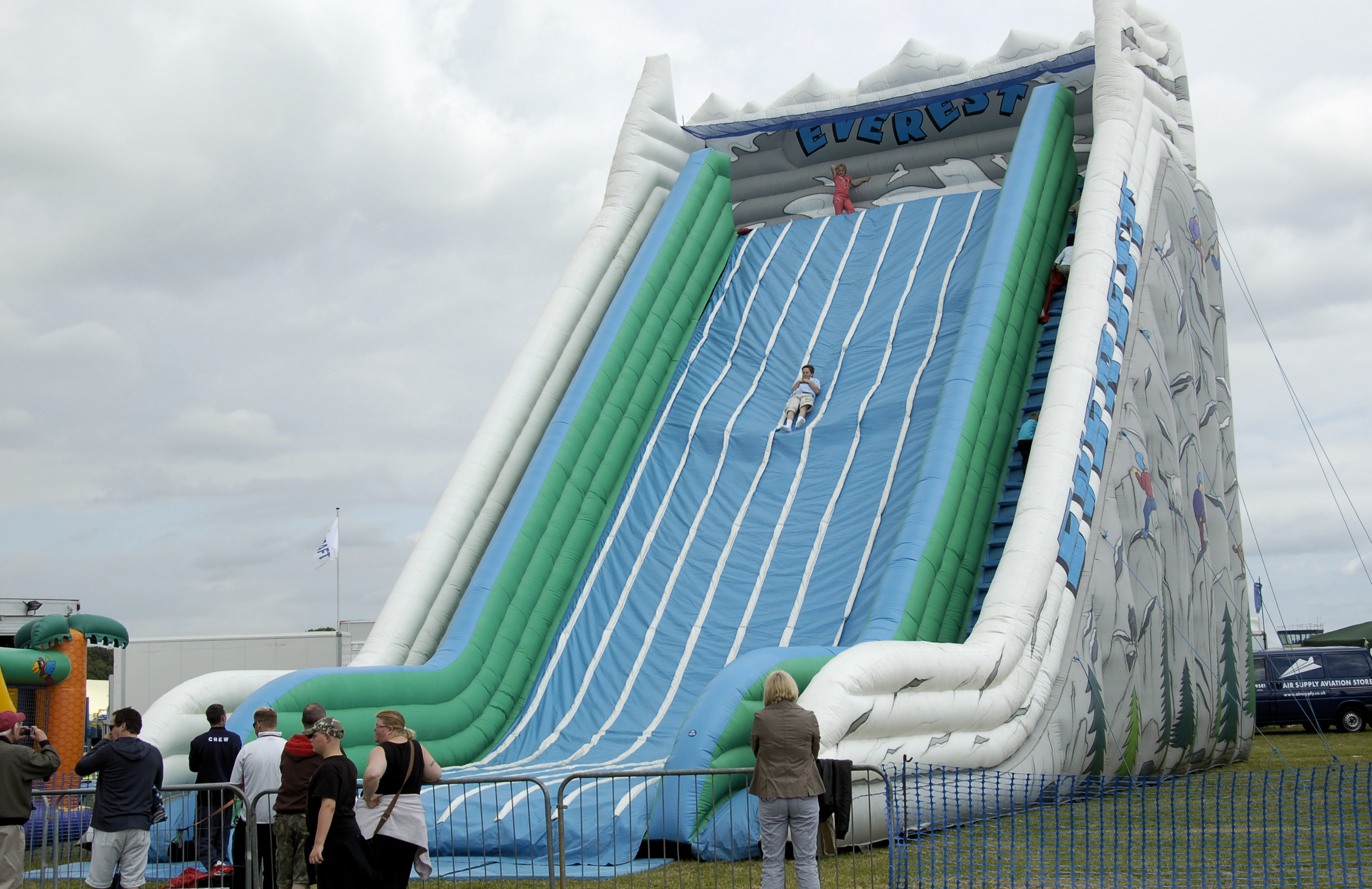
大形吹氣滑梯

滑梯（廣東話稱為瀡滑梯）是兒童遊樂場常見的設施，也見於一些游泳池，游泳池的滑梯稱為滑水道。也是一些飛行交通工具如飛機等的逃生設備，逃生用的稱為逃生滑梯。
滑梯由攀登、平台及下滑三段所組成。一般採用金屬或塑膠製作，最主要是確保滑板的表面光滑。兒童由爬梯攀登上平台，然後以坐姿，雙腳放平直伸，沿滑板下滑。直式滑梯下滑的速度會較密封(隧道)型較快。
當人往前移動到達斜面時，因為角度的傾斜，重力作用在非平面造成人會往下滑動。地球的重力會對地球上的所有物體產生向下的作用力。因此當你坐在滑梯的頂端時，就是重力使你向下滑動。因為重力會讓人開始滑動，不過滑動的同時摩擦力也在作用；摩擦力是指當兩個物體相互摩擦時發生的力，例如滑梯和人的臀部或背部。摩擦力可以抵消重力的作用，減緩人在滑梯上下滑的速度，如果沒有摩擦力，下滑的速度會過快而導致有受傷的可能 ; 反之，摩擦力越大，滑梯就越不滑。摩擦力作用的方向和滑動方向相反，兩個方向相反的作用力互相抵銷後的淨作用力，繼續帶動他持續加速下滑。

## 歷史
在1922年，第一條供遊玩的滑梯由域時田用木板製成，安裝在英國諾咸頓郡凱特靈域時田公園。

## 風險
因滑梯有一定的高度，必須要注意意外跌下的危險。兒童亦應穿著適當的衣服，避免下滑時因摩擦擦傷皮膚。亦有報導，兒童在玩滑梯時因帽子被滑梯上的突起物勾住，導致脖子被衣物緊勒窒息而死。氣墊(充氣)滑梯的安全更需要注意，當使用人數超過上限，就有可能整座傾斜垮掉，極為危險。